# Wladimir Alexandrowitsch Prassolow

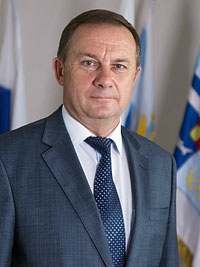
Wladimir Prassolow (2012)

Wladimir Alexandrowitsch Prassolow (russisch Владимир Александрович Прасолов; * 4. September 1953 in Taganrog) ist ein russischer Politiker. Er ist Oberbürgermeister der Stadt Taganrog.

## Leben
- 1970 absolvierte Wladimir Prassolow die Taganroger Schule Nr. 7.
- 1975 absolvierte er das Rundfunkinstitut Taganrog.
- 1974–1979 – Sekretär des Komsomol (Jugendorganisation der KPdSU) der Fakultät des Instituts, er arbeitete als Instrukteur des Taganroger Stadtkomitees des Komsomols und als zweiter Sekretär des Lenin-Bezirkskomitees des Komsomols.
- 1979–1997 – Militärdienst, Oberstleutnant
- 1997–2003 – Tätigkeit in der Bundesagentur der Steuerpolizei
- 2003–2007 – Arbeit in der Stadtverwaltung Taganrog als stellvertretender Bürgermeister der Stadt Taganrog für wirtschaftliche Angelegenheiten, dann als erster stellvertretender Bürgermeister
- 2007–2009 – Arbeit als Direktor für soziale Angelegenheiten des Taganroger Kesselbauwerks Krasny Kotelschik AG

Vor den Oberbürgermeisterwahlen war W. Prassolow als stellvertretender Direktor der AG Verwaltungsgesellschaft „Priasowje“. Bei der Wahl wurde er von der Partei „Gerechtes Russland“ unterstützt. Gewählt als Oberbürgermeister wurde er am 4. Mai 2012. Die Amtseinführung fand am 15. Mai 2012 in der Halle des Taganroger Tschechow-Theaters statt. Er ist verheiratet und hat drei Kinder.